# Rotax 582
Der Rotax 582 ist ein Motor für Ultraleichtflugzeuge, der von der österreichischen Firma Rotax hergestellt wird. Er ist ein wassergekühlter Zweizylinder-Zweitaktmotor in Reihenanordnung und wird mit Zweitakt-Gemisch im Verhältnis 1:50 betrieben. Alternativ kann nach der Montage einer Ölpumpenschmierung auch reines Benzin verwendet werden. Die Varianten 582 UL DCDI 40 und 582 UL DCDI 48 mit einer Leistung von 40 bzw. 48 kW wurden vom 582 UL DCDI mod. 99 mit 48 kW abgelöst.

## Technische Daten
| Kenngröße                          | 582 UL DCDI 40 | 582 UL DCDI 48 | 582 UL DCDI mod. 99 |
| ---------------------------------- | -------------- | -------------- | ------------------- |
| Max. Leistung                      | 40 kW          | 48 kW          | 48 kW               |
| Hubraum                            | 580,7 cm³      | 580,7 cm³      | 580,7 cm³           |
| Bohrung                            | 76 mm          | 76 mm          | 76 mm               |
| Hub                                | 64 mm          | 64 mm          | 64 mm               |
| Verdichtungsverhältnis theoretisch | 11,5:1         | 11,5:1         | 11,5:1              |
| Verdichtungsverhältnis effektiv    | 5,75:1         | 5,75:1         | 5,75:1              |
| Gewicht                            | 27,4 kg        | 27,4 kg        | 29,3 kg             |
| Verbrauch bei 75 % Dauerleistung   | 20,5 l/h       | 20,5 l/h       | 20,5 l/h            |
| max. Drehzahl                      | 6.500 1/min    | 6.500 1/min    | 6.500 1/min         |